# Craft-Bamboo Racing

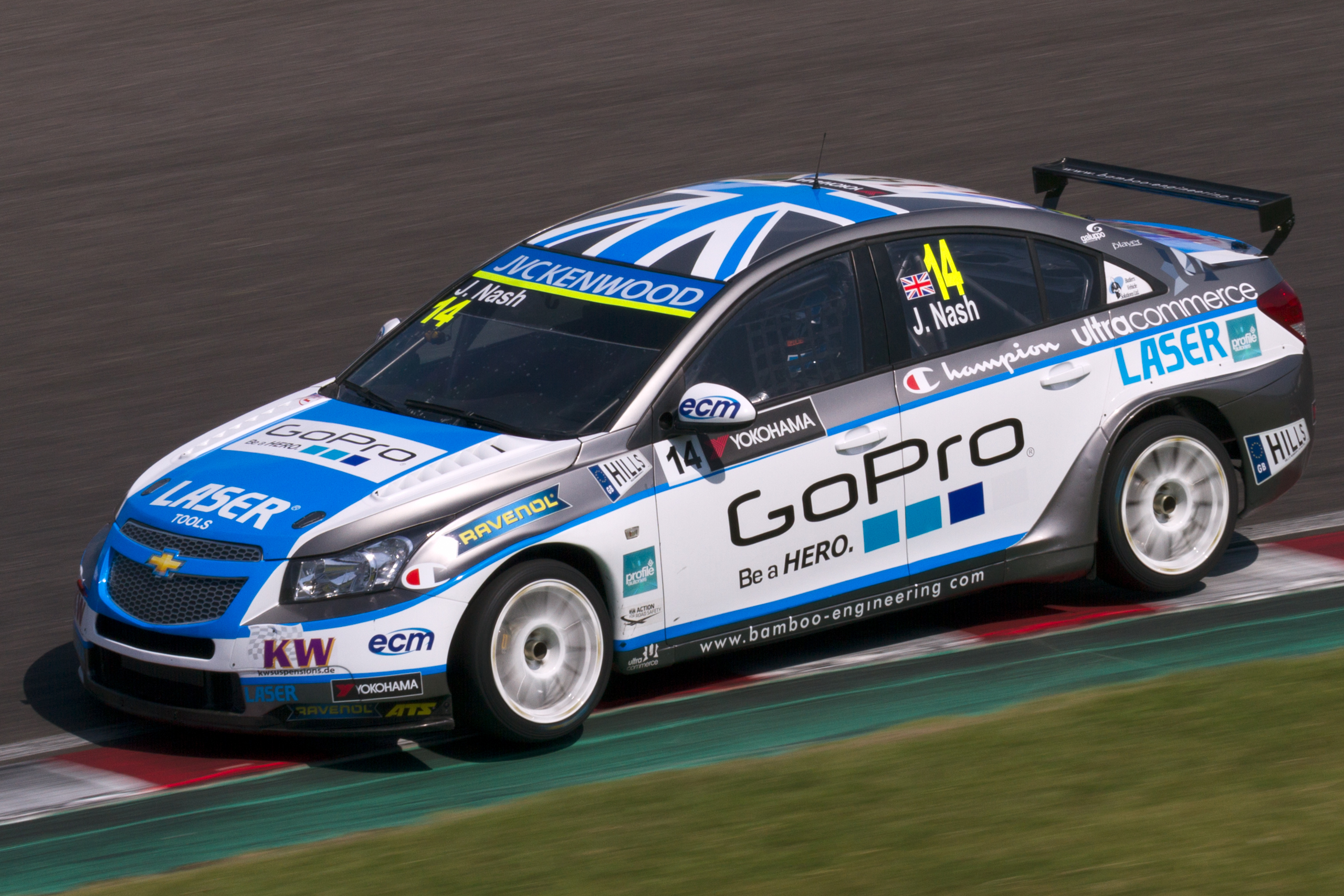
Carro da Craft-Bamboo Racing no WTCC de 2013.

A Craft-Bamboo Racing foi criado quando dois líderes em suas respectivas indústrias decidiram juntar-se e criar uma empresa de automobilismo internacional. A Craft Racing, de Hong Kong, foi fundada em 2009 e foi uma equipe de ponta no Campeonato Asiático por cinco anos. A Bamboo Engineering, sediada em Silverstone, foi fundada por Richard Coleman em 2009 e que passou a ter carros de corrida nas séries WTCC e GP3. O sucesso foi alcançado em ambas as categorias, com a equipe da WTCC terminando em terceiro lugar no campeonato de pilotos em 2013, tornando-se a primeira equipe independente a fazê-lo. As duas empresas decidiram se fundir no início de 2014. A intenção era criar uma equipe integrada que pudesse projetar, construir e trazer ganhos para a equipe e seus parceiros.
Em 2013, a Bamboo juntou-se a GP3 Series como substituta da Atech CRS Grand Prix. Mas no final da temporada a equipe foi vendida para a Russian Time.